# قاضی‌ده
قاضی‌دِه جماعت و شهرکی در جنوب‌شرقی کشور تاجیکستان است که در ناحیهٔ اشکاشم ولایت مختار کوهستان بدخشان قرار دارد. جمعیت این جماعت ۱٬۸۸۰ است.